# Мустафа Карахасан
Мустафа Карахасан (на турски: Mustafa Karahasan; на македонска литературна норма: Мустафа Карахасан) е разказвач, романист, есеист и драматург от Северна Македония, от турски произход.

## Биография
Роден е в 1920 година в Скопие, тогава в Кралството на сърби, хървати и словенци. Завършва Философския факултет на Скопския университет. Работи в Републиканския институт за развитие на образованието. Член е на Дружеството на писателите на Македония от 1979 година.